# 大藤秀信
大藤 秀信（だいとう ひでのぶ、生年不詳 - 元亀3年（1572年））は、戦国時代の武将。北条氏康・氏政の家臣で、相模国田原城主、相模国中郡郡代で諸足軽衆の足軽大将。息子に北条氏政から1字を賜った政信（2代目）がいるが、秀信自身も氏政から1字を賜って同名の政信に改名している。そのため、息子と区別するために｢初代政信｣と呼ばれることがある。

## 生涯
父の信基の死去後の天文21年（1552年）に末子であったが、大藤氏の家督を継いだ。恐らく嫡子がいなかったためだと思われる。
足軽衆を率いて各地を転戦し、特に永禄4年（1561年）に越後国の上杉謙信を撃退するのに大功を挙げた（大藤文書・北条氏政感状）。
永禄11年（1567年）、武田信玄が駿河侵攻を行うと、今川援兵として武田軍と対峙し、掛川城、のちに韮山城に篭って抗戦した。
元亀2年（1571年）に甲相同盟が成立すると、一転して武田信玄の遠江侵攻に協力し、二俣城攻めに加わるが、元亀3年（1572年）11月の落城直前に銃弾に当たって戦死した。家督は嫡男の2代目政信が相続した。

## その他
秀信の戦死後、元亀4年（1573年）6月に武田家から息子である政信へ送られた弔問状は、信玄の死を秘匿するために武田勝頼が信玄の名前で送った書状として著名である。